# Chivara
Chivara ou kashaya est le terme dans le bouddhisme qui désigne l'habit des moines et des nonnes. Traditionnellement cet habit est composé de trois pièces de tissu: l'externe, la supérieure et l'inférieure, respectivement en pali: sanghati et uttarasanga et antaravasaka. Les couleurs vont du rouge à l'ocre. 
À l'heure actuelle, la couleur de la tenue, composée de trois étoffes distinctes, donne la tradition, l'école à laquelle appartient le moine. Cette tenue est une des quatre possessions du moine (les nishraya) avec, par exemple, le bol de mendiant ou patra.